# Ганна Адамс
Ганна Адамс (англ. Hannah Adams; 2 жовтня 1756, Медфілд (поблизу Бостона), Массачусетс — 15 січень 1831, Бруклайн, Массачусетс) — перша в США професійна жінка-письменник, історик.

## Біографія
Ганна Адамс була другою з п'яти дітей Томаса Адамса — колишнього фермера, а потім книготорговця — й Елізабет Кларк Адамс. Її мати померла, коли Ганні було 12 років. Будучи хворобливою дитиною, Ганна не відвідувала школу, але багато читала сама, й батько заохочував її до самоосвіти. За власними спогадами Ганни, вона представляла рай як місце, де тяга людини до знань буде повністю задоволена. Томас Адамс, чий книжковий бізнес не був прибутковим, заробляв на життя як приватний репетитор для студентів Гарварда, надаючи їм також житло й харчування, й Ганна вчилася разом із ними, а в подальшому й сама ставши репетитором.
У роки Війни за незалежність один із батьківських учнів дав Ганні почитати видану в 1742 році книгу Томаса Броутона «Історичний словник усіх релігій від створення світу до теперішнього часу». Книжка Броутона пробудила в дівчині інтерес до релігій світу, але й «Історичний словник», і інші книги по цій темі, які вона читала, були сповнені ненависті й упередження до всіх релігій, крім авторських. Упереджені й ухильні аргументи, що використовувалися релігійними авторами для захисту своїх вірувань, змусили Адамс виробити свій власний погляд на релігію.
У 1778 році Ганна Адамс розпочала роботу над довідковим виданням з релігій, в якому мала намір «уникати надання якого б то не було переваги одному віросповіданням перед іншими» і викладати погляди і аргументи кожної релігії в поняттях її власних прихильників. Результатом став «Алфавітний компендіум різних сект, що виникли з початку християнської ери до теперішнього часу» (англ. An Alphabetical Compendium of the Various Sects Which Have Appeared from the Beginning of the Christian Era to the Present Day), що вийшов в 1784 році. Перше видання книги було розпродано повністю, але виручка, до розчарування Адамс, розраховувала допомогти родині доходом від продажу книги, пішла її літературному агенту.
Проте успіх «Алфавітного компендіуму» дав Адамс уявлення про можливості професійної літературної кар'єри. Заробляючи на життя працею сільської вчительки, вона одночасно шукала нового видавця і лобіювала прийняття першого в США закону про авторське право, прийнятого в 1790 році. Друге видання довідника Адамс, що вийшло в 1791 році як «Огляд релігій» (англ. A View of Religions), продавалося за передплатою, і завдяки рекламній кампанії, організованої другом сім'ї, число покупців виявилося досить велике. Попит в США і Великій Британії був настільки великим, що по обидва боки Атлантики були надруковані додаткові наклади книги.
Завдяки популярності книги Адамс їй вдалося зав'язати листування з рядом церковнослужителів і релігійних діячів. В цьому листуванні вона відточувала своє розуміння тонкощів теологічного тлумачення текстів, що відбилося в наступних виданнях.
У своїй літературній праці Адамс не обмежувалась порівняльним релігієзнавством. У 1799 році вийшла її «Повна історія Нової Англії» (англ. A Summary History of New England), а два роки по тому — заснований на цій роботі шкільний підручник «Коротка історія Нової Англії».
Нова робота Адамс на релігійну тему, «Демонстрація істинності і досконалості християнської релігії» (англ. The Truth and Excellence of the Christian Religion Exhibited), побачила світ у 1804 році. До цього часу Адамс уже розділяла релігійну доктрину унітаріанізма. У 1812 році була опублікована «Історія євреїв» (англ. History of the Jews), в 1817 році — «Словник всіх релігій і релігійних конфесій» (англ. A Dictionary of All Religions and Religious Denominations, останнє прижиттєве видання її головної праці), а в 1824 році — «Листи про Євангеліях» (англ. Letters on the Gospels). Остання книга, «Мемуари міс Ханни Адамс» (англ. A Memoir of Miss Hannah Adams), вийшла в друк в 1832 році. Як популярний інтелектуал і релігійний мислитель Адамс оберталася у вищих колах суспільства, підлягає проживаючи як гостя в будинках багатих громадян Нової Англії, в тому числі провівши кілька тижнів в гостях у другого президента США і свого далекого родича, Джона Адамса.